# Sekret księgi z Kells
Sekret księgi z Kells (ang. The Secret of Kells; tytuł roboczy: Brendan and the Secret of Kells) – irlandzko-francusko-belgijski film animowany wyprodukowany przez Cartoon Saloon.
Premiera odbyła się 8 lutego 2009 na Międzynarodowym Festiwalu Filmowym w Berlinie. 2 lutego 2010 roku film został nominowany do Oskara za najlepszy film animowany. Film otrzymał irlandzką nagrodę filmową IFTA.

## Fabuła
Akcja filmu ma miejsce w IX wieku. Film opowiada o perypetiach młodego mnicha Brendana, który mieszka w opactwie Kells w Irlandii w czasie powstawania średniowiecznego manuskryptu - Księgi z Kells.

## Odbiór
Film spotkał się z pozytywną reakcją krytyków. W agregatorze recenzji Rotten Tomatoes 90% z 83 recenzji uznano za pozytywne, a średnia ocen wystawionych na ich podstawie wyniosła 7,60. Z kolei w agregatorze Metacritic średnia ważona ocen z 20 recenzji wyniosła 81 punktów na 100.